# Рязанские ведомости
«Ряза́нские ве́домости» — областная общественно-политическая газета Рязанской области; издаётся в Рязани с 4 апреля 1997 года с приложением «Деловой вестник». Издателем газеты является ГАУ «Редакция областной газеты „Рязанские ведомости“», учредителями являются Правительство Рязанской области и Рязанская областная дума. Главный редактор: Галина Зайцева.